# マリウシュ・ブラズウィー
マリウシュ・ヴラズウィ（Mariusz Wlazły, 1983年8月4日 - ）は、ポーランドの男子バレーボール選手。ヴィエルニ出身。ポジションはオポジット。元ポーランド代表。

## 来歴
2003年ジュニア世界選手権で金メダルを獲得。翌年ポーランド代表のオポジットに選出され、通算87試合に出場。2005年ワールドリーグ、欧州選手権で経験を積み、翌2006年世界選手権で銀メダルを獲得した。2008年北京オリンピックにも出場した。
2003年から所属しているポーランドリーグの強豪クラブ・スクラ・ベウハトゥフでは、リーグ6連覇（2005-2010年）を経験。2010年欧州チャンピオンズリーグの3位入賞に貢献し、ベストスコアラー賞を獲得した。

## 球歴
- オリンピック - 2008年（5位）
- 世界選手権 - 2006年（銀メダル）、2014年(金メダル)
- ワールドリーグ - 2005年、2007年（4位）、2008年（5位）
- 欧州選手権 - 2005年（5位）、2007年（11位）

## 所属クラブ
- WKSヴィエルニ
- SPS Zduńska Wola
- スクラ・ベウハトゥフ （2003- ）